# Ланус
Ланус (шп. Lanús) је град у Аргентини у покрајини Буенос Ајрес. Према процени из 2005. у граду је живело 453.082 становника.

## Становништво
Према процени, у граду је 2005. живело 453.082 становника.
| 1980.   | 1991.   | 2001.   |
| ------- | ------- | ------- |
| 466.980 | 468.561 | 452.512 |